# 1185 Nikko
Nikko (asteróide 1185) é um asteróide da cintura principal, a 2,0021263 UA. Possui uma excentricidade de 0,1053667 e um período orbital de 1 222,83 dias (3,35 anos).
Nikko tem uma velocidade orbital média de 19,90992087 km/s e uma inclinação de 5,70048º.
Esse asteróide foi descoberto em 17 de Novembro de 1927 por Okuro Oikawa.